# کولی سول ولینو
کولی سول ولینو (به ایتالیایی: Colli sul Velino) یک کومونه در ایتالیا است که در استان ریتی واقع شده‌است.

## خصوصیات
کولی سول ولینو ۱۳٫۱ کیلومترمربع مساحت و ۵۰۰ نفر جمعیت دارد و ۴۶۵ متر بالاتر از سطح دریا واقع شده‌است.